# Lobsang Tashi
Lobsang Tashi (tibétain : བལོ་བཟནག་བཀྲ་སྷིས, Wylie : blo-bzang bkra-shis), aussi appelé Khenchen Lobsang Tashi (1897-1966) est un homme politique tibétain qui fut un haut fonctionnaire monastique et le premier ministre (sileun) monastique du gouvernement tibétain au début de l’occupation chinoise du Tibet. Après le départ du 14e Dalaï Lama en 1959, il a été incarcéré à la prison de Drapchi où il est décédé en 1966.

## Biographie
À la fin des années 1930, Lobsang Tashi fut affecté au bureau du Tibet de Nankin, il y interagit avec les Chinois.
Il fut nommé premier ministre monastique, conjointement à Lukhangwa, un haut fonctionnaire laïc, par le dalaï-lama avant son départ pour Yatung dans la vallée de Chumbi en décembre 1950 à la suite de l'invasion chinoise du Tibet. Le dalaï-lama leur conféra les pleins pouvoirs du gouvernement du Tibet. Dans son autobiographie Au loin la liberté, le dalaï-lama écrit qu'avec l'accord de Lukhangwa, de Lobsang Tashi et du Kashag, il envoya fin 1950 des délégations aux États-Unis, en Angleterre et au Népal dans l’espoir d’une intervention pour le Tibet, ainsi qu’en Chine pour négocier son retrait. Peu après, quand la présence chinoise se renforça à l’est, le dalaï-lama et les principaux membres du gouvernement partirent s’installer dans le sud du Tibet, à Yatung, à 300 km du Sikkim en Inde. Lukhangwa et Lobsang Tashi restèrent à Lhassa. Peu après son arrivée à Yatung, il s'avéra que des délégations, la seule à être arrivée à destination fut celle envoyée en Chine. Depuis Chamdo, Ngapo Ngawang Jigmé adressa un long rapport au gouvernement tibétain expliquant qu’à moins d'obtenir un accord, Lhassa serait attaqué par l'Armée populaire de libération (APL), ce qui entraînerait de nombreux morts. Pour Ngapo, il fallait négocier, et il proposait d'aller à Pékin avec quelques adjoints entamer le dialogue avec les Chinois. Lukhangwa et Lobsang Tashi pensait que de telles négociations auraient dû avoir lieu à Lhassa, mais que la situation désespérée ne laissait pas le choix. Le dalaï-lama envoya donc Ngapo à Pékin avec deux personnalités de Lhassa et deux de Yatung, espérant qu'il ferait comprendre aux autorités chinoises que les Tibétains ne souhaitaient pas une « libération », mais uniquement la poursuite de bonnes relations avec la Chine.
Lukhangwa et Lobsang Tashi se firent des défenseurs de la liberté du Tibet dès l’arrivée de l'APL à Lhassa, s’opposant aux tentatives des généraux chinois d’empiéter sur les droits du Dalaï Lama.
Lors d'une réunion début 1952, le général Chang Ching-wu annonça l'absorption des troupes de l'armée tibétaine dans l'APL, se référant à l’article 8 de l'accord en 17 points. Lukhangwa répliqua que les Tibétains n’acceptait pas l'accord en 17 points, lequel n’était pas respecté par les Chinois, demandant la raison de cette décision, alors que selon l’accord, les Tibétains étaient libre de leur choix. Perplexe, le général Chang changea de méthode, suggérant de remplacer le drapeau tibétain des casernes tibétaines par le drapeau chinois. Lukhangwa répondit que dans ce cas, les Tibétains retirerait le drapeau chinois, ce qui embarrasserait les Chinois.
Trois jours plus tard Fan Ming, un autre général chinois, demanda à Lukhangwa s’il ne s’était pas trompé dans ses précédentes déclarations. Comme il les réitéra, le général chinois l’accusa d’entretenir des relations avec des puissances impérialistes étrangères et cria qu’il demanderait au Dalaï Lama sa destitution.
À la demande des généraux chinois, les deux premiers ministres tibétains, Lukhangwa et Lobsang Tashi furent congédiés par le dalaï-lama le 27 avril 1952.
Après son éviction, Lobsang Tashi se consacra à nouveau au bouddhisme tibétain.

## Incarcération et décès en prison
Après le départ du 14e Dalaï Lama en 1959, Lobsang Tashi a été incarcéré à la prison de Drapchi et est décédé en 1966.
Dans sa première autobiographie, My Land and My People, publié en 1962, le dalaï-lama écrit qu'à son regret, Lobsang Tashi est emprisonné au Tibet.
Dans son ouvrage Le Feu sous la neige, Palden Gyatso mentionne que lors de son arrivée à la prison de Drapchi en 1964, Lobsang Tashi y était incarcéré dans la 5e brigade qui hébergeait les anciens officiels du gouvernement tibétain et les grands lamas. Quand Palden Gyatso est transféré dans la vieille et sinistre prison de Seitru, il mentionne également que Lobsang Tashi, comme nombre de Tibétains célèbres, y fut hébergé.

## Représentation dans le film Kundun
Dans le film Kundun réalisé par Martin Scorsese, le rôle de Lobsang Tashi est joué par l'acteur tibétain Ngawang Kaldan.